# 노사모
노사모는 ‘노무현을 사랑하는 사람들의 모임’의 줄임말로서 2000년에 대한민국 최초의 정치인 팬클럽을 지향하며 만들어진 단체이다. 노무현이 2002년 12월 19일에 실시된 대한민국 제16대 대통령 선거에서 당선된 이후에는 시민 사회운동을 진행하였으며, 2019년 해산하였다.

## 창립 배경
정치인 노무현이 2000년 4월 13일 제16대 국회의원 선거에서 새천년민주당 후보로 부산 북강서을 지역구에 출마하였으나 낙선하자 이를 안타깝게 여긴 네티즌들에 의해 인터넷을 통해 만들어졌다. 처음 만들어질 당시의 의미는 당시 정치판을 지배하고 있던 지역주의에 대해 아쉬워하던 386세대를 중심으로 하는 청장년 층이 자발적으로 모인 것으로, 정치인으로써는 처음으로 팬클럽이 결성되어 주목을 받았다.

## 주요 활동
- 언론개혁운동
- 정치개혁운동
- 과거사 청산을 위한 운동
- 평화통일 관련 활동
- 지역별 불우이웃돕기 운동
- 지역별 시민운동
- 민주화열사 추모 및 기념 활동

## 같이 보기
- 노무현
- 노혜경
- 명계남
- 문성근
- 안희정
- 윤원철
- 사람사는세상 노무현재단